# Tausend-Bomber-Angriff
Tausend-Bomber-Angriff war im Zweiten Weltkrieg ein Begriff, der für außergewöhnlich große Luftangriffe auf deutsche Städte benutzt wurde. 

## Begrifflichkeit
Ursprünglich etabliert wurde der Begriff aus propagandistischen Gründen durch den Air Marshal Arthur Harris, für schwere Flächenbombardements zur umfassenden Zerstörung ziviler Infrastruktur in deutschen Großstädten durch das britische RAF Bomber Command. Als Tausend-Bomber-Angriffe wurden danach von deutscher Seite jene Angriffe bezeichnet, bei denen gegnerische Luftstreitkräfte geschlossen gegen ein räumlich begrenztes Ziel zum Einsatz kamen.

## Taktik
Der Tausend-Bomber-Angriff entstammt dem Denken des RAF Bomber Command, alleine mit der massiven Zerstörung der Infrastruktur und Wirtschaftskraft des Gegners, diesen militärisch zur Kapitulation zu zwingen oder einen politischen Wechsel herbeizuführen, welcher einen Friedensschluss mit neuen Repräsentanten der gegnerischen Nation ermöglicht. 
Nach der militärischen Katastrophe der British Army in Dünkirchen im Jahr 1940, gewann das Bomber Command der Royal Air Force ab 1941, neben der Royal Navy, welche mittels einer Blockade genauso wie im Ersten Weltkrieg das Deutsche Reich von Rohstoffen aus überseeischen Quellen abschnitt, als offensive Option zur Bekämpfung der deutschen Streitkräfte an Bedeutung. 
In den Jahren 1940 und 1942 waren jedoch die Möglichkeiten des Bomber Command durch eine geringe Zahl von verfügbaren schweren Flugzeugen mit ausreichender Reichweite weitgehend eingeschränkt. Im Rahmen der Kriegsvorbereitungen hatte man neue Produktionsstätten für Rüstungsgüter bereits oft außerhalb der alliierten Bomberreichweite errichtet. Nur Städte im Norden und Westen Deutschlands lagen in der Operationsreichweite des Bomber Command.
Gezielte Tagangriffe auf militärische, verkehrstechnische oder rüstungsrelevante Ziele auf dem europäischen Festland verbaten sich für die Royal Air Force, da die zu Beginn des Krieges noch ausreichend vorhandenen deutschen Jagdflugzeuge, den aufgrund der unzureichenden Reichweite der britischen Jäger fliegenden Bomber bei einzelnen "Raids" sofort schwere Verluste zufügen konnten, welche die Zahl der neu produzierten Bomber übertraf und so zu einem "Ausbluten" des Bomber Command geführt hätte.
So verlegte sich das Bomber Command auf Nachtangriffe, bei denen im Verlauf des Kriegs durch die Verbesserung der technischen Voraussetzungen, wie durch eine effektive funktechnische Leitung und spezielle Ausbildungen der Besatzungen, sukzessive die Möglichkeit für Großangriffe geschaffen wurden.
Das Bomber Command flog im Rahmen der Combined Bomber Offensive überwiegend in Nachtangriffen mit Flächenbombardements, die amerikanische Eighth Air Force griff vorwiegend am Tag gezielt an. Beide Alliierten waren gegen Ende des Krieges in der Lage, regelmäßig große Bomberflotten von annähernd 1000 oder mehr schweren (viermotorigen) Bombern für ihre Angriffe einzusetzen. An den meisten Einsatztagen teilten sich diese Flotten in Gruppen auf, um auseinanderliegende Ziele anzugreifen.

## Der erste 1000-Bomber-Angriff (Köln)
Nachdem Air Marschal Arthur Harris die Leitung des Bomber Command übernommen hatte, versuchte er unmittelbar den ersten Großangriff auf eine deutsche Großstadt zu organisieren.
Doch verfügte das Bomber Command Anfang 1942 bei weitem nicht über die nummerisch beeindruckenden Anzahl von eigenen 1000 Bombern. Harris war gezwungen zu improvisieren und fragte bei anderen Teilstreitkräften nach Flugzeugen für einen umfassenden Schlag gegen das Deutsche Reich. Letztlich konnte er 1.047 Flugzeuge für einen Angriff Ende Mai 1942 zusammenbekommen. Sein Wunschziel war Hamburg und er ließ den Angriff der 1.000 Bomber auf dieses Ziel planen. Doch waren die nächtlichen Angriffe stark von Wetterbedingungen abhängig und deshalb wurde auch immer ein Ausweichziel mitgeplant. 
Da die Witterung über Norddeutschland für die Operation Millennium ungeeignet war, wurde dann in der Nacht vom 30. zum 31. Mai 1942 das Sekundärziel Köln angeflogen.

## Weitere Angriffe
Diesem folgten zwei weitere Angriffe mit knapp 1000 Bombern auf Essen und Bremen, bevor die Angriffe zugunsten anderer Ziele vorerst eingestellt wurden. Im weiteren Verlauf des Zweiten Weltkriegs kam es noch mehrfach zu Angriffen, an denen mehr als 1000 schwere Bomber teilnahmen, unter anderem gegen Berlin und München.
Der letzte Großangriff der Royal Air Force mit 979 Bombern galt am 18. April 1945 der Insel Helgoland.